# Койвунен, Ари
Ари Микаэл Койвунен (фин. Ari Mikael Koivunen; 7 июня 1984, Коувола, Финляндия) — финский рок-вокалист, ставший известным в 2007 году благодаря победе в финском шоу «Idols». Принимал и принимает участие в разнообразных музыкальных проектах: Ari Koivunen band, Raskasta Joulua, Ari Koivunen & Luca Gargano duo, Pyhimys. С конца 2008 года Ари является вокалистом финской группы Amoral. С 2015 года актёр музыкального театра Palatsiteatteri в Тампере.

## Карьера

### Первые достижения
Заниматься музыкой Ари начал в детстве. Его первым инструментом стало электронное фортепиано, которое он получил в возрасте 6 лет. С 11-летнего возраста Ари играл на барабанах, а позднее и пел в различных коллективах. В 2005 году он одержал победу в финском караоке-чемпионате и занял третье место в соответствующем мировом соревновании. Но настоящий успех пришёл к Ари в 2007 году, когда он стал победителем финского шоу «Idols». Койвунен привлек к себе внимание как в Финляндии, так и за рубежом, не только своими вокальными данными, но и своим стремлением исполнять рок-композиции. Большая часть выбранных им песен принадлежала к «тяжелой» музыке.

### Сольная карьера
Дебютный альбом Ари Койвунена, Fuel for the Fire, увидел свет 30 мая 2007 года. В первую же неделю после своего выхода альбом взлетел на вершину финского музыкального чарта и продержался там рекордные 12 недель. К началу июня альбом достиг платинового статуса, став одним из наиболее быстро продаваемых альбомов в истории финской музыки. Позднее альбом получил статус дважды платинового. Альбом был также выпущен в Японии.
Песни для альбома были написаны такими яркими представителями финской рок-музыки как Янне Йоутсенниеми (SubUrban Tribe, Stone), Яркко Ахола (Teräsbetoni), Марко Хиетала (Nightwish, Tarot), Тимо Толкки (Stratovarius) и Тони Какко (Sonata Arctica). В записи альбома принимали участие Туомас Вяйнола (Kotipelto, Nylon Beat), Микко Косонен (Maija Vilkkumaa), Нино Лауренне (Thunderstone), Мирка Рантанен (Thunderstone), Микко Каакуриниеми (Kotipelto), Паси Хейккила (45 Degree Woman) и Янне Вирман (Children Of Bodom). Первый сингл Hear My Call, был выпущен 11 мая 2007 года.
Тогда же сложился состав группы «Ari Koivunen», которая дала свой первый концерт в мае 2007 года. В неё вошли гитарист Эркка Корхонен, клавишник Вили Оллила, бас-гитарист Эркки Сильвеннойнен, гитарист Люка Гаргано и барабанщик Мауро Гаргано. Люка и Мауро покинули группу после записи второго альбома.
11 июня 2008 года был выпущен второй альбом, Becoming, большая часть песен которого, включая бонус-трек японского издания, были написаны непосредственно музыкантами коллектива. Альбом также стал «номером 1» в финских чартах и получил статус золотого уже после недели продаж. Этот альбом был также выпущен в Японии и Германии.
На протяжении 2007—2008 годов группа дала около 160 концертов в Финляндии и 2 концерта в Токио в мае 2008 года.

### Amoral
В ноябре 2008 года Ари стал вокалистом финской метал-группы Amoral. Первой работой с его участием стал сингл Year of The Suckerpunch, вышедший в январе 2009, за которым в мае последовал альбом Show Your Colors, четвёртый студийный альбом группы.
По сравнению с предыдущими работами коллектива этот альбом отличался большей мелодичностью. Помимо Финляндии он был издан в Великобритании, Германии, США, Канаде и Японии.
Осенью 2009 группа отправилась в европейский тур вместе с известной финской группой Amorphis. Они выступили в Германии, Франции, Великобритании, Бельгии, Нидерландах, Румынии, Венгрии, Болгарии, Италии, Греции и Чехии. В январе 2011 года Amoral начали запись 5 альбома, который вышел 26 октября 2011 года и получил название Beneath. Японское издание альбома вышло 11 октября 2011 года, североамериканское — 14 января 2012 года, а российское — 27 марта 2012 года. Первым синглом этого альбома стала песня Same Difference.
В марте 2012 года Ари Койвунен впервые выступает в США, когда Amoral дебютируют на ежегодном фестивале SXSW в Техасе. В этом году группа также выступала в Шанхае (апрель 2012) и в Японии (на фестивалях Finland Fest 2012 Metal Attack и Owari Metal Festival). Осенью 2012 года Amoral отправляются в пятинедельный тур по Европе с группой Ensiferum.
Запись следующего альбома Amoral «Fallen Leaves & Dead Sparrows» проходила в 2013 году, а в Финляндии выпущен он был 14 февраля 2014 года. Продюсированием занимался Бен Варон, но особым гостем альбома стал Марко Хиетала. Марко работал над записью вокала, и его участие позволило раскрыть новые грани звучания голоса Ари Койвунена. Концептуальный альбом получил положительные отзывы от музыкальных изданий как в Финляндии, так и в Европе и США. Критики отмечали инструментальное и вокальное мастерство Amoral, а также разноплановость их музыки.
В июне 2014 года Amoral отыграли на Tuska Open Air в Хельсинки, а осенью прошёл их тур по Финляндии. В ноябре группа продолжила концертную деятельность в Европе: Amoral, Acyl и Lehmann Project принимали участие в туре шведской группы Dark Tranquillity.
В апреле 2014 года началась работа над седьмым студийным альбомом группы, а студийная запись была начата 13 февраля 2015 года. В конце июня Amoral выступили на Tuska Open Air Afterparty в Хельсинки, где исполнили одну песню с неизданного ещё альбома — «Rude Awakening».
На весну 2016 года группой запланирован тур по Финляндии.
27 июля 2016 года группа объявила о своем расформировании в связи с несовпадением графиков и желанием заниматься другими проектами. Последний концерт состоится 5 января 2017 года в Хельсинкском клубе Tavastia.

### Другие проекты
С 2007 года Ари Койвунен принимает участие в проекте Raskasta Joulua («Тяжелое Рождество»), в котором известные деятели финской метал-сцены исполняют традиционные рождественские композиции, аранжированные в стиле рок. Автором и продюсером проекта является Эркка Корхонен. В качестве вокалистов в нём принимают участие такие известные музыканты, как Марко Хиетала, Тони Какко, Паси Рантанен, Антти Райлио, Вилле Туоми и др.
Ари принял участие в записи трех студийных альбомов Raskasta Joulua: «Raskasta Joulua»(2013), «Raskasta Joulua 2»(2014), «Tulkoon joulu — Akustisesti»(2015). Первые два альбома получили в Финляндии статус платиновых. Также Ари периодически выступает с разными финскими музыкантами — Эрккой Корхоненом, Ильей Ялканеном или Люкой Гаргано, иногда не только в качестве вокалиста, но и в качестве барабанщика.
В 2015 году Ари начал новую страницу своей карьеры, выступая в рок-мюзикле «I Wanna Rock» в музыкальном театре Palatsiteatteri в Тампере, исполняя роли таких известных музыкантов как Майк Монро, Эксл Роуз, Стив Перри, Дэвид Ковердейл.
С 2016 года Ари исполняет роль Пертти Нойманна (лидер финской рок-группы Dingo) в рок-мюзикле «Autiotalossa». Премьера состоялась 22 января 2016 в Palatsiteatteri, Тампере. Кроме того в осеннем сезоне театра 9 сентября 2016 года состоялась премьера мюзикла «Let's Dance», где Ари исполняет роль Зигги Стардаста.

## Дискография
Студийные альбомы
- Ari Koivunen / Fuel for the Fire (2007)
- Ari Koivunen / Becoming (2008)
- Amoral / Show Your Colors (2009)
- Amoral / Beneath (2011)
- Amoral / Fallen Leaves & Dead Sparrows (2014)
- Amoral / In Sequence (2016)

Синглы
- Песня, сочиненная для победителя Idols / On the Top of the World (2007)
- Fuel For The Fire / Hear My Call (2007)
- Fuel For The Fire / Fuel for the Fire (2007)
- Fuel For The Fire / Angels Are Calling (2007)
- Becoming / Give Me a Reason (2008)
- Becoming / Tears Keep Falling (2008)
- Becoming (японское издание) / Fight forever (2008)
- Show Your Colors / Year of the Suckerpunch (2009)
- Show Your Colors / Gave Up Easy (2009)
- Beneath / Same Difference (2011)
- Beneath / Silhouette (2011)
- Fallen Leaves & Dead Sparrows / If Not Here, Where? (2013)
- Fallen Leaves & Dead Sparrows / No Familiar Faces (2014)
- In Sequence / Rude Awakening (2016)

Музыкальные видео
- Fuel For the Fire / «Hear My Call» (2007)
- Fuel For the Fire /«Angels Are Calling» (2007)
- Becoming / «Give Me a Reason» (2008)
- Becoming / «Tears Keep Falling» (2008)
- Show Your Colors / "Gave Up Easy " (2009)
- Show Your Colors / «Year of the Suckerpunch» (2009)
- Beneath / «Silhouette» (2011)
- Beneath / «Wrapped In Barbwire» (2012)
- Fallen Leaves & Dead Sparrows / «Blueprints» (2014)
- Fallen Leaves & Dead Sparrows / «Prolong A Stay» (2014)
- In Sequence / «Rude Awakening» (2016)